# RG Qluck Wise
Ashong Wisdom Odai (nacido el 22 de febrero de 2000), conocido profesionalmente como RG Qluck Wise, es un productor discográfico, autor, diseñador gráfico y artista visual de Ghana.

## comienzo de la vida
Nacido el 22 de febrero de 2000 en Teshie, región del Gran Acra, hijo de Ashong Tetteh y Comfort Djagbley Anertey.

## Educación
RG Qluck Wise  asistió a la escuela primaria anglicana de Teshie y luego continuó su educación en la escuela secundaria presbiteriana de Osu, donde desarrolló un interés por las artes visuales .

## Transición profesional
Mientras inicialmente seguía una carrera como diseñador gráfico, RG Qluck Wise hizo la transición a la producción musical después de reconocer una vocación más profunda. Descubrió FL Studio Mobile, una herramienta innovadora que fue fundamental en la formación de su identidad musical.

## Versatilidad musical
El talento de RG Qluck Wise abarca diferentes géneros musicales, incluidos hip-hop, Afrobeats, highlife y hiplife . Su versatilidad como productor rápidamente llamó la atención, convirtiéndolo en una figura importante en la escena musical de Ghana.

## Filosofía e integridad
Uno de los aspectos definitorios de la carrera de RG Qluck Wise es su compromiso inquebrantable con la integridad. En una industria a menudo marcada por el compromiso, Wise se distingue por mantener sus valores y crear música que refleja autenticidad.

## Reconocimiento e impacto
Las contribuciones de RG Qluck Wise a la escena musical de Ghana no han pasado desapercibidas. Su enfoque único hacia la producción musical y su compromiso con la integridad le han valido el reconocimiento y el respeto tanto de sus compañeros como de sus fans.

## Discografía
Glory
Nhyira Beat, 
Trapping
Fame, 
Photizo
Hard One

## enlaces externos
- Sitio web oficial - rgqluckwise.art.blog
- Portal:Entreprises. Contenido relacionado con Ghana.

- Datos: Q124294704